# Рентген (лунный кратер)
Кратер Рентген (лат. Röntgen) — большой ударный кратер в северном полушарии обратной стороны Луны, восточная часть кратера немного заходит на видимую сторону. Название присвоено в честь немецкого физика Вильгельма Конрада Рентгена (1845—1923) и утверждено Международным астрономическим союзом в 1964 г. 

## Описание кратера

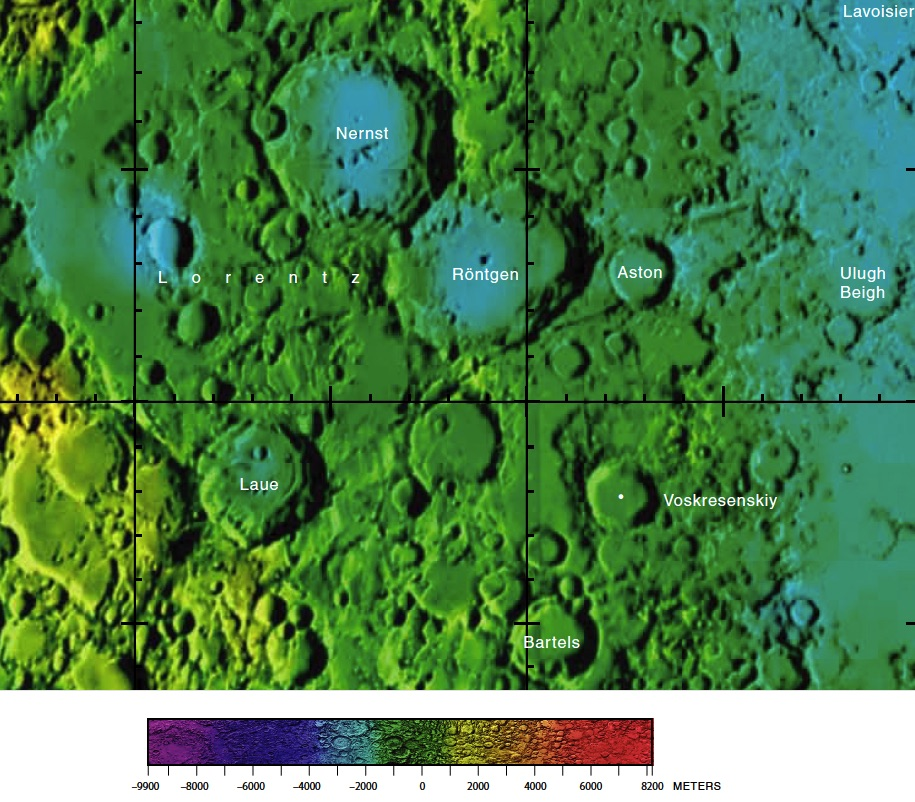
Окрестности кратера Рентген. Фрагмент карты обратной стороны Луны.

Кратер Рентген расположен в юго-восточной части огромного кратера Лоренц, к нему примыкают кратер Нернст на северо-западе и кратер Астон на востоке. На юго-востоке от кратера Рентген расположен кратер Воскресенский, на юго-западе – кратер Лауэ. Селенографические координаты центра кратера 32°53′ с. ш. 91°25′ з. д. / 32,88° с. ш. 91,42° з. д., диаметр 128,4 км, глубина 3250 м.
Кратер имеет полигональную форму, значительно разрушен и затоплен лавой. Вал сглажен, перекрыт множеством кратеров различного размера и превратился в кольцо отдельно стоящих хребтов. Высота вала над окружающей местностью достигает 1630 м, объем кратера составляет приблизительно 17000 км³. Дно чаши выровнено лавой, в северной части чаши расположен крупный кратер с разрывом в южной части его вала, также затопленный лавой. В северо-западной части чаши расположены две небольшие гряды. Несколько севернее центра чаши над поверхностью лавы выступает вершина сдвоенного центрального пика.
Несмотря на расположение на обратной стороне Луны при благоприятной либрации, кратер доступен для наблюдения с Земли, однако под низким углом и в искаженной форме.

## Сателлитные кратеры

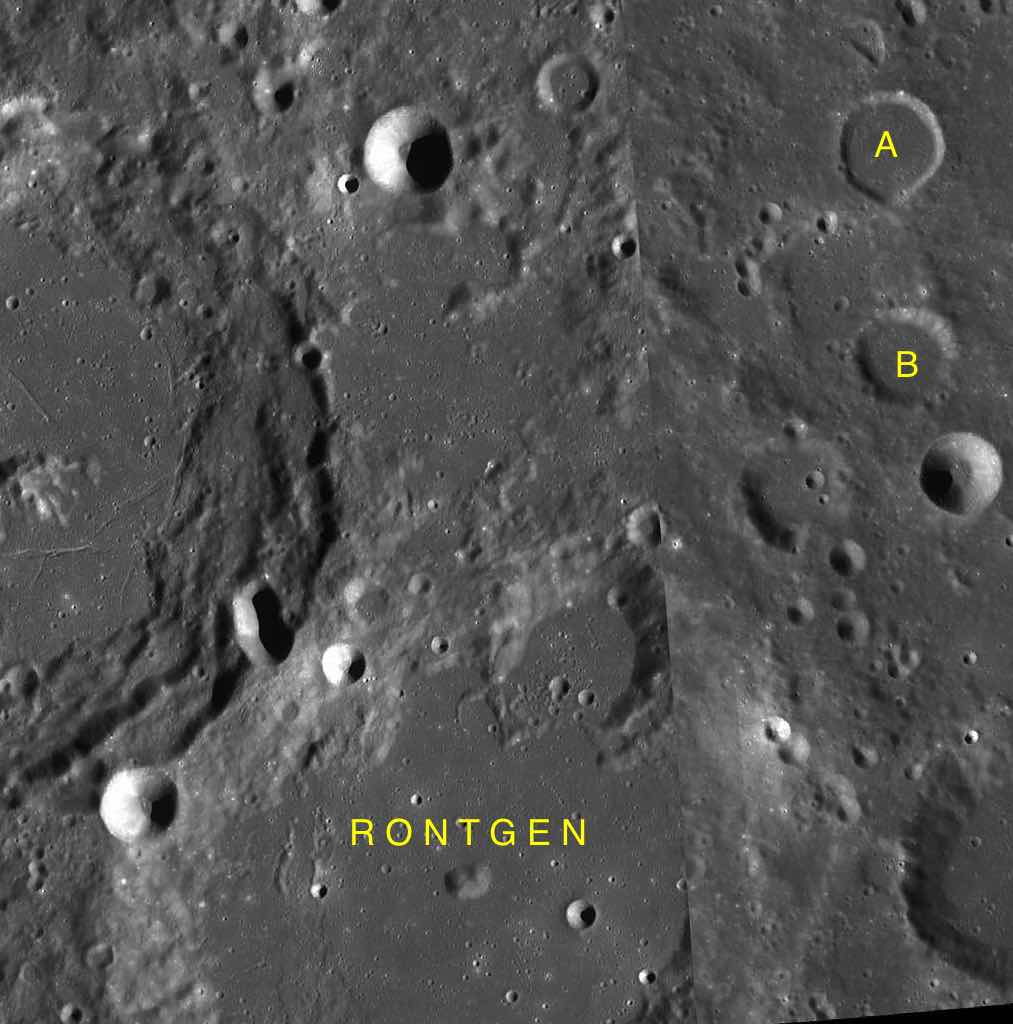
Фрагмент карты LAC-36.

| Рентген | Координаты                                            | Диаметр, км |
| ------- | ----------------------------------------------------- | ----------- |
| A       | 36°55′ с. ш. 88°11′ з. д. / 36,91° с. ш. 88,18° з. д. | 18,8        |
| B       | 35°43′ с. ш. 88°13′ з. д. / 35,72° с. ш. 88,21° з. д. | 17,6        |